# Robert Schutz
Robert Schutz (Heerhugowaard, 7 februari 1989) is een voormalig Nederlands professioneel voetballer en voormalig jeugd international. De verdediger annex middenvelder stond onder contract bij SC Telstar. Eerder speelde Schutz in de jeugd van AZ. In 2010 kreeg hij geen nieuw contract meer en ging spelen als amateur voor Hollandia.

Na een slepende knieblessure moest Schutz helaas de overstap maken naar de amateurs en uiteindelijk helemaal stoppen. 